# سباستین فلوشون
سباستین فلوشون (انگلیسی: Sébastien Flochon؛ زادهٔ ۱۹ ژانویهٔ ۱۹۹۳) بازیکن فوتبال اهل فرانسه است.